# Nesar Ahmad Bahave
Nesar Ahmad Bahave (persisch نثاراحمد بهاوی‎; * 27. März 1984 in Kapisa) ist ein afghanischer Taekwondoin. 
Einen ersten internationalen Erfolg landete Bahave 2006 bei den Asienspielen in Doha mit dem Gewinn der Bronzemedaille in der Gewichtsklasse bis 72 Kilogramm. Im Jahr darauf feierte er mit der Silbermedaille im Leichtgewicht bei der Weltmeisterschaft in Peking seinen bislang größten sportlichen Erfolg. Dies war die erste Medaille, die je ein afghanischer Sportler bei einer Weltmeisterschaft erringen konnte.
Im April 2008 erreichte er bei den 18. Asienmeisterschaften in seiner Gewichtsklasse den fünften Platz. Eine Einladung aus einer gemeinsamen Kommission von World Taekwondo Federation und Internationalem Olympischen Komitee sicherte ihm den Start bei den Olympischen Sommerspielen 2008. Dort war er bei der Eröffnungsfeier Fahnenträger der afghanischen Mannschaft.
Behave qualifizierte sich auch für die Olympischen Sommerspiele 2012 in London. Dort unterlag er im Kampf um die Bronzemedaille dem Italiener Mauro Sarmiento mit 0:4 Punkten.